# Бицарро (рассказ)
Бицарро (англ. Bizarro) — рассказ Вальтера Скотта, написанный в 1832 году и впервые опубликованный в 2008. Его действие происходит в Италии.

## Сюжет и история текста
Герой рассказа — калабрийский разбойник Франческо Москато, которого преследуют французские военные. Чтобы спастись, он вынужден задушить собственного сына; позже жена убивает его и приносит властям отрезанную голову, чтобы получить награду. Автор, по его словам, услышал историю Москато от аптекаря-англичанина, живущего в Италии.
Рассказ был написан весной 1832 года, во время пребывания Скотта в Италии. Писатель умер в том же году, и «Бицарро» остался неизданным. Душеприказчик Скотта Джон Локхарт был уверен, что это произведение не стоит публиковать, но включил его краткое содержание в написанную им биографию Скотта. «Бицарро» был опубликован только в 2008 году, под одной обложкой с романом «Осада Мальты».